# Rómulo Betancourt

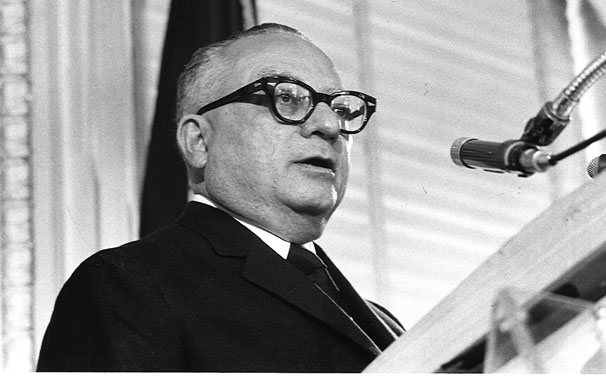
Rómulo Betancourt

Rómulo Ernesto Betancourt Bello (* 22. Februar 1908 in Guatire, Venezuela; † 28. September 1981 in New York, NY) war von 1945 bis 1948 und von 1959 bis 1964 Präsident Venezuelas. Er war Mitbegründer und jahrzehntelang Vorsitzender der damals größten venezolanischen Partei Acción Democrática (AD).

## Erste Amtszeit (Trienio)
Betancourts erste Präsidentschaft wird als das Trienio (deutsch: Zeitraum von drei Jahren) bezeichnet, da sie drei Jahre dauerte. Nach einem von den Kommunisten, der AD und liberalen Militärs der Streitkräfte Venezuelas getragenen Putsch wurde Venezuela drei Jahre lang demokratisch regiert, bis 1948 wieder eine Diktatur errichtet wurde. In dieser Zeit war die AD die einzige Basis- und Massenpartei und dominierte die politische Landschaft; so gewann sie etwa die Kongresswahlen von 1947 mit 71 % der Stimmen.

## Zweite Amtszeit
Nach dem Sturz von Diktator Jiménez und zwei Übergangspräsidenten wurde Betancourt 1958 wiedergewählt und im folgenden Jahr vereidigt. Noch vor seinem Amtsantritt, aber von ihm geprägt ist die für die Venezolanische Geschichte von 1958 bis 1998 prägende Paktierte Demokratie: Im April 1958 das Avenimiento Obrero-Patronal, am 31. Oktober das Puntofijo-Abkommen, im Dezember das Programa Mínimo de Gobierno. 1960 überlebte Betancourt nur knapp ein vom Diktator der Dominikanischen Republik, Rafael Trujillo, angestiftetes Attentat.